# 圣卡普赖斯德拉兰德
圣卡普赖斯-德拉兰德（法語：Saint-Capraise-de-Lalinde，法語發音：[sɛ̃ kapʁɛz də lalɛ̃d]，意为“拉兰德的圣卡普赖斯”）是法国多尔多涅省的一个市镇，位于该省西南部，多尔多涅河右岸，属于贝尔热拉克区。

## 地理
圣卡普赖斯-德拉兰德（44°50'31"N, 0°39'13"E）面积3.83 平方千米，位于法国新阿基坦大区多爾多涅省，该省份为法国西南部内陆省份，是法國本土面积第三大的省，大致对应佩里戈尔地区，北起顺时针与夏朗德省、上维埃纳省、科雷兹省、洛特省、洛特-加龙省、吉倫特省和滨海夏朗德省接壤。
与圣卡普赖斯-德拉兰德接壤的市镇（或旧市镇、城区）包括：科斯德克莱朗、巴讷伊、瓦雷讷、圣阿涅、穆莱迪耶。
圣卡普赖斯-德拉兰德的时区为UTC+01:00、UTC+02:00（夏令时）。

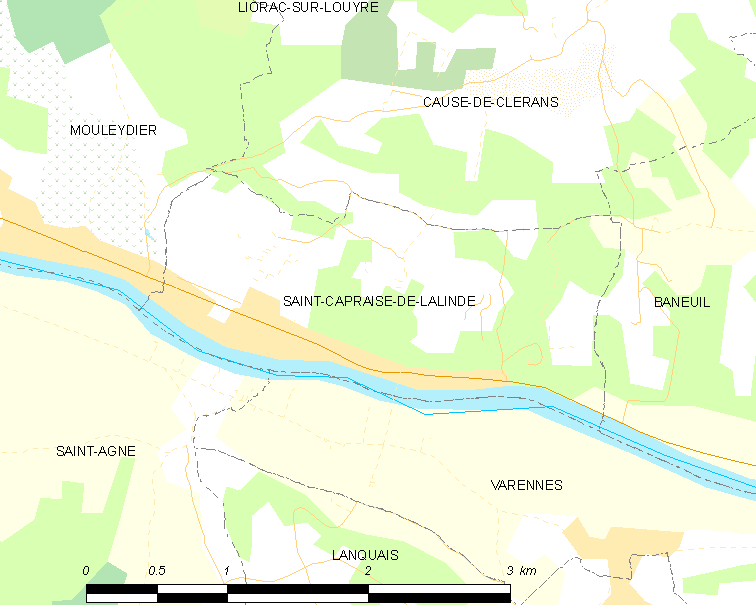
圣卡普赖斯-德拉兰德的OSM定位图

## 行政
圣卡普赖斯-德拉兰德的邮政编码为24150，INSEE市镇编码为24382。

## 政治
圣卡普赖斯-德拉兰德所属的省级选区为拉兰德县。

## 人口

1962-2008年间圣卡普赖斯-德拉兰德人口变化图示

圣卡普赖斯-德拉兰德于2022年1月1日时的人口数量为526人。